# The Great Pretender (álbum de Michael Dinner)
The Great Pretender es el primer álbum de estudio del cantautor estadounidense Michael Dinner. Fue publicado en julio de 1974 por el sello discográfico Fantasy Records.

## Grabación y contenido
Las sesiones de grabación del álbum tuvieron lugar en tres estudios diferentes de California: Capitol, Fantasy y The Record Plant. John Boylan produjo el álbum mientras que Paul Grupp se desempeñó como ingeniero de audio. Una vez completas las sesiones de grabación, Grupp mezcló el álbum en los estudios Capitol. The Great Pretender contenía diez canciones; todas escritas por Michael Dinner. Además de cantar, Dinner tocó la guitarra acústica en todas las canciones. Los músicos de sesión incluían a John Boylan, Milt Holland y Larry Knechtel. Linda Ronstadt realizó armonías en tres temas, incluyendo «The Great Pretender» (sin relación con la canción de the Platters del mismo nombre).

## Recepción de la crítica
Un escritor no especificado de Record World escribió: “El cantante y compositor presenta un disco melódico con orientación folk, hábilmente instigado por Linda Ronstadt que ofrece dulces armonías en varias selecciones. El sonido easy listening de ‘California’ es evidente especialmente en la floreciente «Jamaica», la conmovedora «Sunday Morning Fool» y la melodía campestre que da nombre al álbum”. Un escritor no especificado de la revista Cash Box declaró: “El artista ha escrito cada canción del álbum y su voz les da vida. Los grandes acompañantes del estudio añaden sabor a este paquete”.

## Lista de canciones
Todas las canciones escritas y compuestas por Michael Dinner.
Lado uno
1. «The Great Pretender» – 3:29
2. «Jamaica» – 4:00
3. «Yellow Rose Express» – 4:10
4. «Sunday Morning Fool» – 4:09
5. «Last Dance in Salinas» – 2:36

Lado dos
1. «Tattooed Man from Chelsea» – 2:48
2. «Woman of Aran» – 3:49
3. «Pentacott Lane» – 4:06
4. «Icarus» – 2:57
5. «Texas Knight» – 6:04

## Créditos y personal
Créditos adaptados desde las notas de álbum de The Great Pretender.
Músicos
- Michael Dinner – voces, guitarra acústica
- Michael Bowden – bajo eléctrico
- Bob Warford – guitarra eléctrica en «The Great Pretender» y «Yellow Rose Express»
- Ed Black – steel guitar en «The Great Pretender», «Yellow Rose Express» e «Icarus», guitarra eléctrica en «Jamaica», «Last Dance in Salinas», «Tattooed Man from Chelsea», «Woman of Aran» y «Pentacott Lane»
- John Boylan – piano eléctrico en todas las canciones excepto «Tattooed Man from Chelsea», «Woman of Aran», «Pentacott Lane» y «Icarus», Mellotron en «Icarus» y «Texas Knight»
- Mickey McGee – batería en todas las canciones excepto «Last Dance in Salinas»
- Linda Ronstadt – armonía en «The Great Pretender», Yellow Rose Express y «Last Dance in Salinas»
- Doug Haywood – armonía en todas las canciones excepto «Woman of Aran», «Pentacott Lane» y «Icarus»
- Herb Pedersen – armonía en «The Great Pretender», Yellow Rose Express y «Last Dance in Salinas»
- Robert Grinnedge – steel drums en «Jamaica»
- Milt Holland – percusión en «Jamaica»
- Andrew Gold – piano en «Sunday Morning Fool»
- David Lindley – violín tradicional en «Last Dance in Salinas»
- Gary Mallaber – batería en «Last Dance in Salinas»
- Al Perkins – steel guitar en «Last Dance in Salinas»
- Don Felder – slide guitar en «Tattooed Man from Chelsea»
- Larry Knechtel – piano en «Tattooed Man from Chelsea» y «Texas Knight»
- Ronee Blakley – armonía en «Woman of Aran»
- Gail Davies – armonía en «Woman of Aran»
- Mike Utley – órgano en «Woman of Aran» y «Texas Knight»
- Nick DeCaro – acordeón en «Pentacott Lane»
- Russ Kunkel – batería en «Texas Knight»

Personal técnico
- John Boylan  – productor
- Paul Grupp – ingeniero de audio, mezclas
- Wally Traugott – masterización
- Glenn Ross – director artístico
- Norman Seef – fotografía
- Richard Kriegler – diseño

## Posicionamiento
| Gráfica (1974)                                         | Pico de posición |
| ------------------------------------------------------ | ---------------- |
| Estados Unidos (Billboard Bubbling Under the Top LP's) | 206              |